# Coxoplectoptera
Los coxoplecópteros (Coxoplectoptera) son un orden extinto de insectos alados (Pterygota) primitivos, descubiertos en 2007; incluyen una sola familia, Mickoleitiidae.
Los fósiles de dos adultos y más de 20 ninfas de Mickoleitia se han descrito de yacimientos mesozoicos, principalmente en una formación geológica conocida en inglés como Crato Formation del Cretácico Inferior de Brasil; en total, se han encontrado alrededor de 40 ninfas fósiles. Coxoplectoptera pertenece al grupo basal de las efímeras (Ephemeroptera). Los adultos alados y las ninfas acuáticas eran depredadores con patas delanteras rapaces, que recuerdan a las de las mantis. Las ninfas tenía un hábito o apariencia física peculiar semejante a los crustáceos del género Gammarus.